# 니나 아리안다
니나 아리안다(Nina Arianda, 1984년 9월 18일 ~ )는 미국의 배우이다.

## 작품 목록
- 타워 하이스트 - 미스 러븐코 역
- 미드나잇 인 파리 - 캐롤 역
- 저 높은 곳을 향하여 - 웬디 역
- 윈 윈 - 쉘리 역
- 엘리노어 릭비: 그 남자 - 알렉시스 역
- 엘리노어 릭비: 그 여자 - 알렉시스 역
- 펠리니 블랙 앤 화이트 - 줄리에타 마시나 역
- 플로렌스 - 아그네스 스타크 역
- 스탠 & 올리
- 리차드 쥬얼 - 나디아 역